# Kalktrapmos
Kalktrapmos (Lophozia perssonii) is een soort uit het geslacht trapmos (Lophozia). Het is een broedkolonist en komt voor op steen.

## Determinatie
Kalktrapmos is een kleine, kalkminnende levermossoort. Het heeft bleekgroene, bilobale bladeren van 0,5–1,3 mm breed, die zijn getipt met donkere, bruine gemmen. De bladeren zijn ongeveer 0,75 mm breed en lang en groeien transversaal over de stam in plaats van schuin.

## Ecologie
Kalktrapmos is in Nederland een soort van de open schaduw op mergelblokken en -wanden. In het buitenland groeit de soort bijv. ook op lemig-zandige, meestal kalkrijke en wat vochtige bospaden.

## Verspreiding
In Nederland komt kalktrapmos zeer zeldzaam voor. Het staat op de rode lijst in de categorie 'gevoelig'.